# National String Instrument Corporation

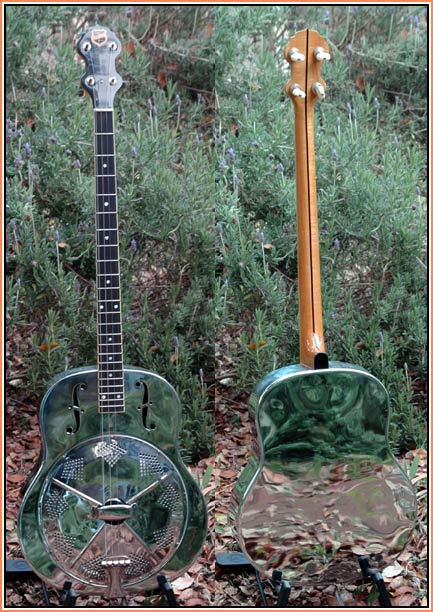
National 'Style O plectrum' gitarr från 1928.

National String Instrument Corporation var en amerikansk tillverkare av gitarrer och andra stränginstrument. Företaget är framför allt känt för att ha tillverkat de första resonatorgitarrerna.

## Nationals resonatorgitarrer
Varumärket National kopplas särskilt till två av de tre grundläggande typerna av resonatorgitarrer::
- Tricone, en konstruktion med tre resonatorkoner
- Biscuit, en konstruktion med bara en kon

Dessa typer går ofta under beteckningen National eller Nationaltyp för att skilja dem från gitarrer av Dobro-typ.

## AndraNationalinstrument

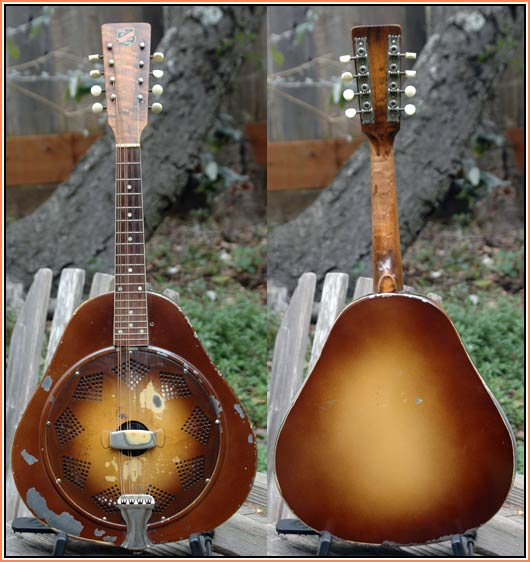
National Triolian resonatormandolin från 1930.

National producerade även andra stränginstrument med resonatorkonstruktion såsom ukulele och mandoliner.

## Historia

### Företagets grundande
Företaget grundades av John Dopyera som var den gitarrmakare som uppfann resonatorn och George Beauchamp, en steel guitar-spelare som påtalat behovet av en gitarr som var ljudstark nog att höras över mässingsinstrument och andra blåsinstrument.
1927 producerade National de första resonatorinstrumenten som marknadsfördes under namnet National. De hade metallkropp och ett resonatorsystem med tre koner som förstärkte det spelade ljudet. Systemet kom att kallas tricone. Snart efter följde billigare modeller med träkropp baserade på gitarrer från Kay, Harmony, och andra etablerade instrumenttillverkare.

### Dobro
1928 lämnade Dopyera National, men behöll aktier i företaget, för att tillsammans med fyra av sina bröder grunda företaget Dobro Manufacturing Company med avsikten att producera ett konkurrerande system med bara en resonatorkon. Denna konstruktion var dels billigare att tillverka än triconesystemet, och gav ett starkare ljud.
Som svar började National producera ett likartat system, bisquit, som Dopyera hävdade att han konstruerat innan han lämnade National även om patentet registreras på Beauchamp. Parallellt med gitarrer av bisquit-typ fortsatte National att producera sina triconegitarerr eftersom en del gitarrister föredrog dessa.
I företagets katalog från 1930 listas åtta ledarfigurer i National bland andra Adolph Rickenbacker, George Beauchamp, Harry Watson, Paul Barth, and Jack Levy.
1932 säkrade bröderna Dopyera aktiemajoriteten i National, och slog samman sina två företag till National Dobro Corporation.

### National Reso-Phonic Guitars
Under sent 1980-tal återuppstod National som varumärke med en serie gitarrer av tricone, bisquit och Dobro-typ. Dessa tillverkades i Kalifornien av National Reso-Phonic Guitars.